# 난단정
난단정(南淡町)은 효고현 아와지섬 서부와, 누섬에 구성되었던 정이다.
2005년 1월 11일, 미하라군의 3개 정과 함께 미나미아와지시가 되었기 때문에 소멸하였다. 

## 지리
효고 현 남단에 위치하고 세토 내해(하리마나다)와 태평양 양쪽에 접해 있다.

## 역사
- 1955년 4월 7일 - 가슈촌, 기타아마촌, 아마정, 나다촌이 합병해 난단정이 성립하였다.
- 1955년 4월 29일 - 난단정, 후쿠치정, 누시마촌이 합병해 새로운 난단정이 성립하였다.
- 2005년 1월 11일 - 미도리정, 미하라정, 세이단정과 합병해 미나미아와지시가 성립하였다. 동일 난단정은 폐지되었다.

## 교통

### 도로
- 고베-아와지-나루토 자동차도
- 국도 28호선